# Jonaspyge tzotzili
Espèce
Jonaspyge tzotzili est une espèce de lépidoptères de la famille des Hesperiidae, de la sous-famille des Pyrginae et de la tribu des Pyrrhopygini.

## Systématique
L'espèce Jonaspyge tzotzili a été décrite en 1969 par l'entomologiste américain Freeman (d) (1912-2002) sous le nom initial de Pyrrhopyge tzotzili.

## Nom vernaculaire
Jonaspyge tzotzili se nomme Freeman's Firetip en anglais.

## Description
Jonaspyge tzotzili est un papillon au corps trapu gris à tête et extrémité de l'abdomen jaune orangé. 
Les ailes sont de couleur violine avec une frange blanche.

## Écologie et distribution
Jonaspyge tzotzili est présent au Mexique,.

### Protection
Pas de statut de protection particulier.